# Liste von Rebsorten/T
Legende, Erläuterungen und Quellen: Siehe Hauptartikel!
Hinweise zu Änderungen bzw. Ergänzungen siehe Diskussion.
| Rebsorte - wichtige Synonyme | VIVC | Bild | Verw.   | H.  | Spe.  | Abstammung                                                                               | Zü.J.    | ha 2016 | Anbauländer |
| --- | ---- | ---- | ------- | --- | ----- | ---------------------------------------------------------------------------------------- | -------- | ------- | --- |
| Talia - Talia, Alfrocheiro Blanco, Bragunha, Braquinha, Branquinha |      |      | WWT     | PRT | V.Vi. | Amaral × Alfrocheiro                                                                     |          |         | |
| Taltos |      |      | WWT     | HUN | V.Vi. | Blaufränkisch × Medoc Noir                                                               | 1951     | 1       | Ungarn |
| Tamarez - Arinto Gordo, Boal Da Figueira, Boal Prior, Camarate |      |      | WWT     | PRT | V.Vi. |                                                                                          |          | 298     | Portugal |
| Taminga |      |      | WWT, TT | AUS | V.Vi. | Merbein 29-56 × Gewürztraminer                                                           |          | 2       | |
| Tannat |      |      | RWT     | FRA | V.Vi. |                                                                                          |          | 5.611   | Chile, Ungarn, Frankreich, Brasilien, Portugal, Italien, USA, Argentinien, Uruguay, Südafrika |
| Tarrango |      |      | RWT, TT | AUS | V.Vi. | Touriga Nacional × Sultanina                                                             | 1965     | 16      | Australien |
| Tauberschwarz - Blaue Frankentraube, Blauer Hängling, Blaue Hartwegstraube, Grobrot |      |      | RWT     | DEU | V.Vi. |                                                                                          |          | 16      | Deutschland |
| Tavkveri |      |      | RWT, TT | GEO | V.Vi. |                                                                                          |          | 37      | Georgien |
| Tazzelenghe - Tacelenge, Tacelenghe, Tacé-Lenghe |      |      | RWT     | ITA | V.Vi. |                                                                                          |          | 45      | Italien |
| Teinturier - Teinturier du Cher, Färbertraube, Alicante, Auvernat Teint, Bayonner, Black Spanish, Bluttraube, Borgugnon Nigrum, Bourguignon Noir, Bretoonneria |      |      | RWT     | FRA | V.Vi. |                                                                                          |          | 9       | Portugal |
| Tempranillo Blanco - Albana, Cencibel de la Mancha, Forenses, Temprana, Tempranilla, Tempranillo de la Rioja, Tinto de la Rioja, Tinto Fino |      |      | WWT, TT | ESP | V.Vi. |                                                                                          |          | 110     | Spanien |
| Tempranillo - Tinta del País, Aragonés, Tinto Fino, Aragonez, Tinta Roriz, Tinto de Toro, Valdepenas, Negra de Mesa |      |      | RWT, TT | ESP | V.Vi. | Albillo Mayor × Benedicto                                                                |          | 219.379 | Anbauländer Spanien, Chile, Rumänien, Frankreich, Brasilien, Portugal, Italien, Türkei, USA, Argentinien, Griechenland, Südafrika, Burma, Australien, Kanada, Mexiko, Neuseeland, Thailand                                                                            |
| Teneron - Abeaci, Abeaci Blanca, Abeacin Blanca, Abeacin Blanco, Boutayoz, Brachet Blanc, Butayol, Calop, Grosse Panse, Grumer, Grumier, Lanjaron, Saint Sebastien, Saint Sebastien Blanc, Serotina, Spanier Weiss, Valency |      |      | WWT, TT | ESP | V.Vi. |                                                                                          |          | 3488    | Marokko |
| Teoulier Noir - Teoulier |      |      | RWT     | FRA | V.Vi. | Paugayen × Plant dEntrechaux                                                             |          | 0       | Frankreich |
| Termarina - Ramarina, Uva di Corinto, Uva Passarina, Uva Passerina |      |      | RWT, TT | ITA | V.Vi. |                                                                                          |          | 2       | Italien |
| Teroldego |      |      | RWT     | ITA | V.Vi. |                                                                                          |          | 772     | Brasilien, Italien, USA |
| Terrano - Cagnina, Crodarina, Gallizio, Gallizza, Istarski Teran, Magnacan, Reffosco, Refosca, Refosco D"Istria, Teran |      |      | RWT     | ITA | V.Vi. |                                                                                          |          | 209     | Italien, Kroatien, Slowenien |
| Terras 20 - Alicante Terras 20 |      |      | RWT     | FRA | I. C. | Alicante Henri Bouschet × Rupestris Du Lot                                               |          | 0       | Frankreich |
| Terret Blanc - Bourret Blanc, Tarret Blanc, Terret Monstre |      |      | WWT     | FRA | V.Vi. |                                                                                          |          |         | Frankreich |
| Terret Gris - Bourret, Tarret, Terrain, Terret Bourret, Terret Rose |      |      | WWT     | FRA | V.Vi. |                                                                                          |          | 76      | Frankreich |
| Terret Noir - Terret Du Pays |      |      | RWT     | FRA | V.Vi. |                                                                                          |          | 139     | Frankreich |
| Terzi 1 - Incrocio Terzi 1 |      |      | RWT     | ITA | V.Vi. | Barbera Nera × Merlot Noir                                                               |          | 44      | Italien |
| Therona |      |      | WWT     | ZAF | V.Vi. | Crouchen × Chenin Blanc                                                                  | 1980     | 99      | Südafrika |
| Therona Riesling - Therona Riesling |      |      | WWT     | ZAF | V.Vi. | Crouchen × Chenin Blanc                                                                  | 1980     | 67      | Südafrika |
| Thrapsathiri |      |      | WWT     | GRC | V.Vi. |                                                                                          |          | 27      | Griechenland |
| Tibouren |      |      | RWT     | FRA | V.Vi. |                                                                                          |          | 432     | Frankreich |
| Tilki Kuyrugu - Telti Kyryk |      |      | WWT, TT | ARM | V.Vi. |                                                                                          |          | 246     | Ukraine |
| Timorasso - Morasso, Timuassa |      |      | WWT     | ITA | V.Vi. |                                                                                          |          | 123     | Italien |
| Timpuriu de Cluj |      |      | WWT, TT | ROU | V.Vi. | Crimposie × Frumoasa de Ghioroc                                                          | 1962     | 1       | Rumänien |
| Tinta Aguiar |      |      | RWT     | PRT | V.Vi. |                                                                                          |          | 77      | Portugal |
| Tinta Barroca - Boca de Mina, Tinta Das Baroccas, Tinta Grossa, Barroco, Tinta Barocca |      |      | RWT     | PRT | V.Vi. | Marufo × Touriga Nacional                                                                |          | 4.926   | Chile, Brasilien, Portugal, Südafrika |
| Tinta Bragao - Bragao |      |      | RWT     |     | V.Vi. |                                                                                          |          | 64      | Portugal |
| Tinta Carvalha - Lobão, Tinta Carvalha Do Douro |      |      | RWT     | PRT | V.Vi. |                                                                                          |          | 1.113   | Portugal |
| Tinta da Barca - Barca |      |      | RWT     | PRT | V.Vi. | Marufo × Touriga Nacional                                                                |          | 352     | Portugal |
| Tinta de Pegoes - Tinto Pegoes |      |      | RWT     |     |       |                                                                                          |          | 191     | Portugal |
| Tinta Engomada - Engomada |      |      | RWT     | PRT | V.Vi. |                                                                                          |          | 4       | Portugal |
| Tinta Francisca - Tinta de Franca, Tinta Frankreichza. |      |      | RWT     | PRT | V.Vi. |                                                                                          |          | 55      | Portugal |
| Tinta Martins |      |      | RWT     | PRT | V.Vi. |                                                                                          |          | 10      | Portugal |
| Tinta Meranca - Tinta Malandra |      |      | RWT     | PRT | V.Vi. |                                                                                          |          |         | Portugal |
| Tinta Mesquita |      |      | RWT     | PRT | V.Vi. |                                                                                          |          | 1       | Portugal |
| Tinta Negra Mole - Negra Mole, Negra Criolla, Saborinho, Tinta Negra, Mulata, Rabo de Ovelha Tinto, Molar, Mollar |      |      | RWT     | ESP | V.Vi. |                                                                                          |          |         | Portugal, USA |
| Tinta Penajoia |      |      | RWT     | PRT | V.Vi. |                                                                                          |          | 53      | Portugal |
| Tinta Pereira |      |      | RWT     | PRT | V.Vi. |                                                                                          |          | 1       | Portugal |
| Tinta Pomar |      |      | RWT     | PRT | V.Vi. |                                                                                          |          | 30      | Portugal |
| Tintem |      |      | RWT     |     | V.Vi. |                                                                                          |          | 9       | Portugal |
| Tintilia del Molise |      |      |         |     |       |                                                                                          |          | 66      | Italien |
| Tinto Bastardo - Tinto Basto |      |      | RWT     | ESP | V.Vi. |                                                                                          |          | 62      | Spanien |
| Tinto Cão |      |      | RWT     | PRT | V.Vi. |                                                                                          |          | 372     | Portugal |
| Tinto do Aurelio - Tinta Aurelio |      |      | RWT     | PRT | V.Vi. |                                                                                          |          | 0       | Portugal |
| Tinto Velasco - Benitillo, Blasco, Desgranaera, Frasco, Velasco Tinta, Velasko |      |      | RWT     | ESP | V.Vi. |                                                                                          |          | 5.369   | Spanien |
| Tocai Rosso - Abundante, Abundante de Reguengos, Aleante, Aleante di Rivalto, Aleante Poggiarelli, Alekantina, Alicant Blau, Alicante, Alicante de Pays, Alicante di Spagna, Garnacha Tinta, Tentillo, Tinta, Tinta Aragoneza, Tinta Menuda, Tintella, Tintilla, Tinto, Tinto Aragon, Tinto Aragones, Tinto de Navalcarnero, Tinto Menudo, Tinto Navalcarnero                                                                                           |      |      | RWT     | ESP | V.Vi. |                                                                                          |          | 150.096 | Italien |
| Torbato - Torbato, Torbato Bianco, Trubat Iberica, Trubau |      |      | WWT     | FRA | V.Vi. |                                                                                          |          | 46      | Frankreich, Italien |
| Torontel - Tourbat |      |      | WWT     |     | V.Vi. | Listan Prieto × Muscat Of Alexandria                                                     |          | 158     | Chile, Argentinien |
| Torrontés - TARRANTES, TURRUNDOS |      |      | RWT     |     | V.Vi  |                                                                                          |          |         | |
| Torrontes Mendocino |      |      | WWT     | ARG | V.Vi. |                                                                                          |          | 653     | Argentinien |
| Torrontés Riojano - Torrontés Riojano, Torontel |      |      | WWT     | ARG | V.Vi. | Listan Prieto × Muscat Of Alexandria                                                     |          | 8.859   | Peru, Chile, Argentinien |
| Torrontés Sanjuanino - Moscatel Österreich |      |      | WWT, TT | ARG | V.Vi. | Listan Prieto × Muscat of Alexandria                                                     |          | 3.656   | Chile, Argentinien |
| Tortosina |      |      | WWT     | ESP | V.Vi. |                                                                                          |          | 325     | Spanien |
| Touriga Femea |      |      | RWT     | PRT | V.Vi. | Touriga Nacional × Arinto do Dao                                                         |          | 15      | Portugal |
| Touriga Franca - Albino De Souza, Esgana Cao, Esgana Cao Tinto, Rifete, Tinta Barca, Touriga Frances, Touriga Francesa, Tourigo Frances |      |      | RWT     | PRT | V.Vi. | Marufo × Touriga Nacional                                                                |          | 14.722  | Rumänien, Portugal, Argentinien, Südafrika |
| Touriga Nacional - Bical Tinto, Mortagua, Mortagua Preto, Touriga, Tourigo |      |      | RWT     | PRT | V.Vi. |                                                                                          |          | 11.722  | Chile, Brasilien, Portugal, USA, Argentinien, Südafrika, Australien |
| Trajadura - Treixadura, Treixadura |      |      | WWT     | ESP | V.Vi. |                                                                                          |          | 2.492   | Spanien, Portugal |
| Traminer - Traminer, Traminer Roter |      |      | WWT     |     | V.Vi. |                                                                                          |          |         | Anbauländer Spanien, Chile, Vereinigtes Königreich, Moldawien, Ukraine, Rumänien, Frankreich, Schweiz, Brasilien, Portugal, Italien, USA, Uruguay, Südafrika, Australien, Österreich, Bulgarien, Kanada, China, Kroatien, Tschechien, Luxemburg, Neuseeland, Slowakei |
| Traminette |      |      | WWT     | USA | I. C. | Joannes Seyve 23416 × Gewuüztraminer                                                     | 1965     | 239     | USA |
| Trbjan - Trbljan |      |      | WWT     | SRB | V.Vi. |                                                                                          |          | 230     | Kroatien |
| Trebbianina |      |      | WWT     |     | V.Vi. |                                                                                          |          | 128     | Italien |
| Trebbiano Casale - Trebbiano |      |      | WWT     | ITA | V.Vi. |                                                                                          |          |         | |
| Trebbiano di Soave - Pfeffertraube, Terbiana, Torbiana, Torbiano, Trebbiano Di Lugana, Trebbiano Di Valtenesi, Trebbiano Verde, Trebbiano Veronese, Turbiana, Turbiana Moscato, Turbiano, Turbiano Moscato, Verdicchio Bianco |      |      | WWT     | ITA | V.Vi. |                                                                                          |          | 4.682   | Brasilien, Italien, Argentinien |
| Trebbiano Giallo - Cori, Greco, Greco Giallo, Rosciola |      |      | WWT, TT | ITA | V.Vi. |                                                                                          |          | 2.275   | Italien |
| Trebbiano Modenese |      |      | WWT     | ITA | V.Vi. |                                                                                          |          | 287     | Italien |
| Trebbiano Romagnolo |      |      | WWT     | ITA | V.Vi. |                                                                                          |          | 19.059  | Italien |
| Trebbiano Spoletino |      |      | WWT     | ITA | V.Vi. |                                                                                          |          | 121     | Italien |
| Trebbiano Toscano - Tribbiano Forte, Turbiano, Ugni Blanc |      |      | WWT     | ITA | V.Vi. |                                                                                          |          | 120.343 | Anbauländer Spanien, Rumänien, Frankreich, Russische Föderation, Brasilien, Portugal, Italien, USA, Argentinien, Griechenland, Uruguay, Südafrika, Australien, Bulgarien, Kanada, Kroatien                                                                            |
| Trepat - Trepadell |      |      | RWT     | ESP | V.Vi. |                                                                                          |          | 1.199   | Spanien |
| Tressot Blanc - Tressot Noir, Ancien Tresseau, Bon Tresseau, Bourguignon Noir |      |      | RWT     | FRA | V.Vi. |                                                                                          |          | 0       | Frankreich |
| Trevisana Nera |      |      | RWT     | ITA | V.Vi. |                                                                                          |          | 11      | Italien |
| Tribidrag (=Zinfandel) - Cjutiitza, Crljenak Crni, Crljenak Kastelanski, Crnii Krstacha, Gioia Del Colle, Grakosija, Gratosija, Kastelanac, Krakosija, Kratkochiva Noir, Kratkosica, Kratkosija, Kratkosija Crna, Kratosija, Kratosijo, Ljutiitza, Locale, Morellone, Plavac Veliki, Pribidrag, Primaticcio, Primativo, Primitivo di Gioia, Primitivo Nero, Starinski Plavac, Tribidrag, Uva Della Pergola, Uva di Corato, Zin Familierement, Zinfandel |      |      | RWT     | HRV | V.Vi. |                                                                                          |          | 33.649  | Anbauländer Chile, Rumänien, Frankreich, Brasilien, Tunesien, Italien, USA, Argentinien, Südafrika, Australien, Kanada, Kroatien, Neuseeland |
| Trilla |      |      | WWT     | HUN |       | Pozsonyi × Gelber Muskateller                                                            | 1964     | 1       | Ungarn |
| Trincadeira das Pratas |      |      | WWT     | PRT | V.Vi. |                                                                                          |          | 124     | Portugal |
| Trincadeira - Black Alicante, Black Portugal, Castiço, Crato Preto, Trincadeira Preto, Tinta Amarela |      |      | RWT     | PRT | V.Vi. |                                                                                          |          | 10.510  | Portugal, Argentinien, Südafrika |
| Trincadeiro Branco - Santarem Branco, Trincadeira, Trincadeira Branco, Trincadeiro Branco |      |      | WWT     | PRT | V.Vi. |                                                                                          |          | 49      | Portugal |
| Triomphe d’Alsace - Kuhlmann 319-1 |      |      | RWT     | FRA | I. C. | Millardet Et Grasset 101- 14 O.P. × Knipperle                                            |          | 3       | |
| Triomphe de Pecs - Triomphe, |      |      | TT      | HUN |       |                                                                                          |          | 15      | Vereinigtes Königreich |
| Triplett Blanc |      |      | WWT     | USA | V.Vi. | Colombard × Vernaccia Sarda                                                              | ca. 1965 | 412     | USA |
| Triunfo |      |      | RWT     | PRT | V.Vi. | Muscat Hamburg × Castelao                                                                |          | 2       | Portugal |
| Trnjak - Trnak, Trnjak Mali, Trnjak Uzgoriti, Trnjak Veliki |      |      | RWT     | YUG | V.Vi. |                                                                                          |          | 15      | Kroatien |
| Trobat |      |      | RWT     | ESP | V.Vi. |                                                                                          |          | 1       | Spanien |
| Trollinger - Schiava Grossa |      |      | RWT, TT | ITA | V.Vi. |                                                                                          |          | 2.256   | |
| Tronto |      |      | RWT     |     | V.Vi. |                                                                                          |          | 1       | Italien |
| Trousseau Gris - Baratszoeloe, Francia Szuerke, Goundoulenc, Gris de Salce, |      |      | WWT     | FRA | V.Vi. |                                                                                          |          | 1.263   | |
| Trousseau Noir - Trousseau, Bastardinho, Bastardo, |      |      | RWT     | FRA | V.Vi. |                                                                                          |          | 1.263   | Spanien, Frankreich, Portugal, Argentinien |
| Tsimlyanskii Chernyi - Tsimlyansky Cherny |      |      | RWT     | RUS | V.Vi. | Plechistik × Kokur Belyi                                                                 |          | 451     | |
| Tsitska |      |      | WWT, TT | GEO | V.Vi. |                                                                                          |          | 3.642   | Georgien |
| Tsolikouri - Zolikouri, Colikouri, Kakhidzis Tsolikauri, Kobakhidsis Tsolikauri, Kobakhidzis Tsolikouri |      |      | WWT     | GEO | V.Vi. |                                                                                          |          | 7.903   | Georgien |
| Tsulukidzis Tetra |      |      | WWT     | GEO | V.Vi. | Vulpea × Heunisch Weiss                                                                  |          | 195     | Georgien |
| Tsvetochnyi - Blütenmuskateller |      |      | WWT     | RUS | I. C. | Severnyi × Mixture of Pollen Muscat Belyi + Muskat Vengerskii + Muscat of Alexandriiskii | 1947     | 169     | Russische Föderation, Österreich |
| Turán - Agria |      |      | RWT     | HUN | V.Vi. | Bikaver 8 × Gardonyi Geza                                                                | 1964     | 183     | Ungarn, Kanada |
| Turchetta |      |      | RWT     |     | V.Vi. |                                                                                          |          | 2       | Italien |